# 尤里·科科夫
尤里·亞歷山德羅維奇·科科夫（俄语：Юрий Александрович Коков；1955年8月13日—），是一名卡巴爾達-巴爾卡爾共和國政治人物，2013年起出任卡巴爾達-巴爾卡爾共和国第三任总统。，2019年卸任。